# Marcus Thornton
Marcus Terrell Thornton (Baton Rouge, Louisiana, 5. lipnja 1987.) američki je profesionalni košarkaš. Igra na poziciji beka šutera, a trenutačno je član NBA momčadi Sacramento Kingsa. Izabran je u 2. krugu (43. ukupno) NBA drafta 2009. od strane Miami Heata.

## Srednja škola i sveučilište
Thornton je pohađao srednju školu Tara High School gdje je kao senior prosječno postizao 27 poena i imao 6.5 skokova po utakmici. Nakon srednje škole odlučio se na pohađanje sveučilišta LSU te je na kraju sezone 2008./09. izabran za "Southeastern Conference" igrača godine.    

## NBA karijera
Izabran je kao 43. izbor NBA drafta 2009. od strane Miami Heata, koji su prava na njega odmah proslijedili New Orleans Hornetsima, gdje je Thornton proveo dvije sezone. U ljeto 2011. pridružio se Sacramentu.

## Vanjske poveznice
- Profil na NBA.com (engl.)
- Draft profil na NBA.com (engl.)
- Profil na NBADraft.net (engl.)
- Profil na ESPN.com (engl.)
- Profil  Arhivirana inačica izvorne stranice od 22. travnja 2009. (Wayback Machine) na DraftExpress.com (engl.)

### Ostali projekti
|  | Zajednički poslužitelj ima još gradiva o temi Marcus Thornton |